# Реструктуризація підприємства
Реструктуриза́ція підприє́мства — Зміна структури — широке поняття, що означає зміну форми власності, способів фінансування і  керування активами підприємства.   Реструктуризація - комплекс заходів по оздоровленню підприємств, що пов'язані також із зміною  організаційної структури підприємства. До поняття реструктуризації входить зміна організаційної структури підприємства, зміни у структурі управління підприємством, зміни у кадровій структурі, що пов'язані із змінами у організаційній структурі підприємства або перепрофілюванням його підрозділів.   Реструктуризація здійснюється з метою підвищення ефективності функціонування підприємства, зміни у організаційній структурі управління підприємством здійснюються з метою збільшення самостійності підрозділів, їх поділу і зміни підпорядкування з метою зменшення  витрат на управління, підвищення гнучкості управління, збільшення швидкості обміну інформацією, швидкості прийняття управлінських рішень. У процесі реструктуризації розробляється нова стратегія функціонування, змінюється структура, принципи функціонування. В основі реструктуризації лежить переорієнтація підприємства, орієнтація на ринок, на потреби споживача, закриття безперспективних товарів, переорієнтація на виробництво товарів, що потребує ринок. У процесі переорієнтації досить часто виникає потреба у заміні існуючої оргструктури, закритті/ліквідації одних підрозділів і створення інших. [15]